# Brian Brobbey
Brian Ebenezer Adjei Brobbey (sinh ngày 1 tháng 2 năm 2002) là một cầu thủ bóng đá chuyên nghiệp người Hà Lan hiện tại đang thi đấu ở vị trí tiền đạo cho câu lạc bộ Ajax tại Eredivisie, và Đội tuyển bóng đá quốc gia Hà Lan.

## Sự nghiệp thi đấu

### Đầu sự nghiệp
Brobbey bắt đầu sự nghiệp cầu thủ của mình với AFC trước khi gia nhập học viện của câu lạc bộ Ajax vào năm 2010.

### Ajax
Brobbey ra mắt Ajax tại Eredivisie vào ngày 31 tháng 10 năm 2020, khi vào sân thay người và ghi bàn trong chiến thắng 5–2 trước Fortuna Sittard. Anh có trận ra mắt UEFA Champions League trước Atalanta vào ngày 9 tháng 12 năm 2020 và màn trình diễn của anh đã được khen ngợi bởi huấn luyện viên Erik ten Hag.
Vào ngày 3 tháng 2 năm 2021, Marc Overmars xác nhận rằng Brobbey sẽ rời câu lạc bộ khi hết hạn hợp đồng vào cuối mùa giải. Brobbey ghi bàn thắng đầu tiên ở cúp châu Âu vào ngày 19 tháng 2, trong trận thắng 2-1 trước Lille tại UEFA Europa League.

### RB Leipzig
Vào ngày 12 tháng 3 năm 2021, RB Leipzig thông báo về việc kí hợp đồng với Brobbey. Anh gia nhập đội bóng vào ngày 1 tháng 7 năm 2021.

#### Quay trở lại Ajax theo dạng cho mượn
Vào ngày 27 tháng 12 năm 2021, có thông báo rằng Brobbey sẽ trở lại Ajax theo dạng cho mượn có thời hạn 6 tháng mà không có tùy chọn mua đứt. Anh mang áo số 18, chiếc áo đã được Jurgen Ekkelenkamp mang trước đó. Anh ra mắt đội bóng vào ngày 16 tháng 1 năm 2022, trong chiến thắng 3-0 trước FC Utrecht, được đá chính và ghi 2 bàn thắng trước khi bị thay ra cho Davy Klaassen ở phút 70.

### Quay trở lại Ajax
Vào ngày 22 tháng 7 năm 2022, Ajax xác nhận việc tái ký hợp đồng với Brian Brobbey theo bản hợp đồng 5 năm với mức phí 16,35 triệu euro cộng với 3 triệu euro phụ phí tiềm năng. Anh có trận ra mắt mùa giải 2022–23 vào ngày 6 tháng 8, ghi bàn thắng đầu tiên trong chiến thắng 3–2 trên sân khách trước Fortuna Sittard. Vào ngày 16 và 22 tháng 10 năm 2022, Brobbey lập liên tiếp 2 cú đúp trong chiến thắng 7–1 trước Excelsior và 4–1 trước RKC Waalwijk. Brobbey đã ghi 14 bàn sau 44 lần ra sân trên mọi đấu trường, khi anh có mặt trong và ngoài đội hình xuất phát dưới thời huấn luyện viên trưởng Alfred Schreuder, và kể từ thời huấn luyện viên tạm quyền John Heitinga.
Trong mùa giải tiếp theo, Brobbey thường xuyên đá chính ở hàng công dưới sự dẫn dắt của tân huấn luyện viên Maurice Steijn.

## Sự nghiệp quốc tế
Sinh ra tại Hà Lan, Brobbey là người gốc Ghana. Brobbey đại diện cho U-17 Hà Lan tại Giải vô địch bóng đá U-17 châu Âu năm 2018 và 2019, nơi họ lần lượt vô địch cả hai giải đấu.
Vào tháng 10 năm 2022, Brobbey có tên trong danh sách 39 cầu thủ sơ bộ của đội tuyển Hà Lan chuẩn bị cho Giải vô địch bóng đá thế giới 2022.
Vào tháng 10 năm 2023, anh nhận được cuộc gọi chính thức đầu tiên lên Đội tuyển bóng đá quốc gia Hà Lan chuẩn bị cho 2 trận đấu gặp Pháp và Hy Lạp tại Vòng loại giải vô địch bóng đá châu Âu 2024.

## Đời tư
Anh là em trai của Samuel Brobbey, anh họ của Derrick Luckassen và Kevin Luckassen.

## Thống kê sự nghiệp

### Câu lạc bộ
Tính đến 27 tháng 1 năm 2024
| Câu lạc bộ          | Mùa giải            | Giải đấu            | Giải đấu | Giải đấu | Cúp quốc gia | Cúp quốc gia | Châu Âu | Châu Âu | Khác | Khác | Tổng cộng | Tổng cộng |
| Câu lạc bộ          | Mùa giải            | Hạng đấu            | Trận     | Bàn      | Trận         | Bàn          | Trận    | Bàn     | Trận | Bàn  | Trận      | Bàn       |
| ------------------- | ------------------- | ------------------- | -------- | -------- | ------------ | ------------ | ------- | ------- | ---- | ---- | --------- | --------- |
| Jong Ajax           | 2018–19             | Eerste Divisie      | 2        | 0        | —            | —            | —       | —       | —    | —    | 2         | 0         |
| Jong Ajax           | 2019–20             | Eerste Divisie      | 13       | 7        | —            | —            | —       | —       | —    | —    | 13        | 7         |
| Jong Ajax           | 2020–21             | Eerste Divisie      | 17       | 9        | —            | —            | —       | —       | —    | —    | 17        | 9         |
| Jong Ajax           | Tổng cộng           | Tổng cộng           | 32       | 16       | —            | —            | —       | —       | —    | —    | 32        | 16        |
| Ajax                | 2020–21             | Eredivisie          | 12       | 3        | 0            | 0            | 7       | 3       | —    | —    | 19        | 6         |
| RB Leipzig          | 2021–22             | Bundesliga          | 9        | 0        | 1            | 0            | 4       | 0       | —    | —    | 14        | 0         |
| Ajax (mượn)         | 2021–22             | Eredivisie          | 11       | 7        | 1            | 0            | 1       | 0       | —    | —    | 13        | 7         |
| Ajax                | 2022–23             | Eredivisie          | 32       | 13       | 4            | 1            | 7       | 0       | 1    | 0    | 44        | 14        |
| Ajax                | 2023–24             | Eredivisie          | 18       | 13       | 1            | 1            | 8       | 3       | —    | —    | 27        | 17        |
| Ajax                | Tổng cộng           | Tổng cộng           | 50       | 26       | 5            | 2            | 15      | 3       | 1    | 0    | 71        | 31        |
| Tổng cộng sự nghiệp | Tổng cộng sự nghiệp | Tổng cộng sự nghiệp | 114      | 51       | 7            | 2            | 27      | 6       | 1    | 0    | 149       | 59        |

1. ↑  Bao gồm DFB-Pokal và Cúp Hiệp hội Bóng đá Hoàng gia Hà Lan
2. ↑  Ra sân tại UEFA Champions League và UEFA Europa League
3. 1 2  Ra sân tại UEFA Champions League
4. ↑  Ra sân tại UEFA Champions League, UEFA Europa League
5. ↑  Ra sân tại Johan Cruyff Shield
6. ↑  8 lần ra sân tại UEFA Europa League

### Quốc tế
Tính đến trận đấu diễn ra vào ngày 16 tháng 10 năm 2023
| Đội tuyển quốc gia | Năm       | Trận | Bàn |
| ------------------ | --------- | ---- | --- |
| Hà Lan             | 2023      | 1    | 0   |
| Tổng cộng          | Tổng cộng | 1    | 0   |

## Danh hiệu
Ajax
- Eredivisie: 2020–21, 2021–22
- Cúp Hiệp hội Bóng đá Hoàng gia Hà Lan: 2020–21[28]

U-17 Hà Lan
- Giải vô địch bóng đá U-17 châu Âu: 2018,[22] 2019[23]

Cá nhân
- Cầu thủ Eredivisie xuất sắc nhất tháng: Tháng 12 năm 2023[29]
- Eredivisie - Tài năng của tháng: Tháng 5 năm 2022,[30] tháng 8 năm 2022,[31] tháng 10 năm 2022[32]
- Eredivisie - Đội hình của tháng: Tháng 5 năm 2022,[33] tháng 8 năm 2022,[31] tháng 10 năm 2022[34]